# Manganosita
La manganosita es la forma mineral del óxido de manganeso (II), MnO.
Fue descubierta en 1817 en una mina de la localidad de Elbingerode en el distrito de Harz (Sajonia-Anhalt, Alemania).
Christian Wilhelm Blomstrand, en 1874, le asignó su nombre en alusión a su composición, manganeso y oxígeno.

## Propiedades
La manganosita es un mineral transparente o translúcido con brillo vítreo, cuyo color verde esmeralda se oscurece a negro al ser expuesto.
Con luz transmitida es también verde esmeralda, mientras que con luz reflejada adquiere una coloración gris con reflexiones internas verde esmeralda.
De dureza 5,5 en la escala de Mohs, su densidad es de 5,36 g/cm³.
Es relativamente soluble en ácido sulfúrico.
Como todos los óxidos simples cristaliza en sistema cúbico, en la clase hexaoctaédrica (m3m (4/m 3 2/m)).
Contiene un 77% de manganeso y puede incluir magnesio y hierro como impurezas más importantes.

## Morfología y formación

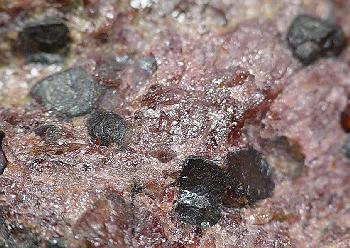
Cristales negros de manganosita junto a cincita y sonolita. Procedencia: Franklin (Estados Unidos).

La manganosita puede presentarse como cristales octaédricos, a veces modificados por cubos o dodecaedros.
Sin embargo, habitualmente forma masas granulares irregulares.
Aparece en yacimientos de minerales de manganeso sometidos a metamorfismo. Es un mineral secundario producto de la alteración de la rodocrosita u otros minerales del manganeso, formado durante el metamorfismo deficiente en oxígeno de los yacimientos de dichos minerales. También se ha encontrado en nódulos de manganeso en el fondo del mar.
Suele aparecer asociado a otros minerales como pirocroíta, manganita, dolomita, hausmannita, granate, franklinita, willemita o zincita.

## Yacimientos
La localidad tipo de este mineral es la mina Kaiser Franz (posteriormente denominada König Wilhelm) situada cerca de la población alemana de Elbingerode; la presencia de minerales de manganeso en esta área fue descubierta por Christoph Friedrich Jasche en 1817.
Asimismo, hay depósitos de manganosita en los valles de Turtmann y Täsch (Valais, Suiza), Čučma (región de Košice, Eslovaquia) y en la zona minera de Långban (Värmland, Suecia).
Japón cuenta con numerosos yacimientos de este mineral. En Honshu están las minas de Noda-Tamagawa (prefectura de Iwate), Fukutomi (prefectura de Gifu), Kyurasawa (prefectura de Tochigi), Hamayokokawa (prefectura de Nagano), Fukumaki (prefectura de Yamaguchi), Mogurazawa (prefectura de Gunma) y Taguchi (prefectura de Aichi). La isla de Shikoku cuenta también con algún depósito, como el de la mina Niro (prefectura de Kochi).